# Список інвазійних видів в Україні

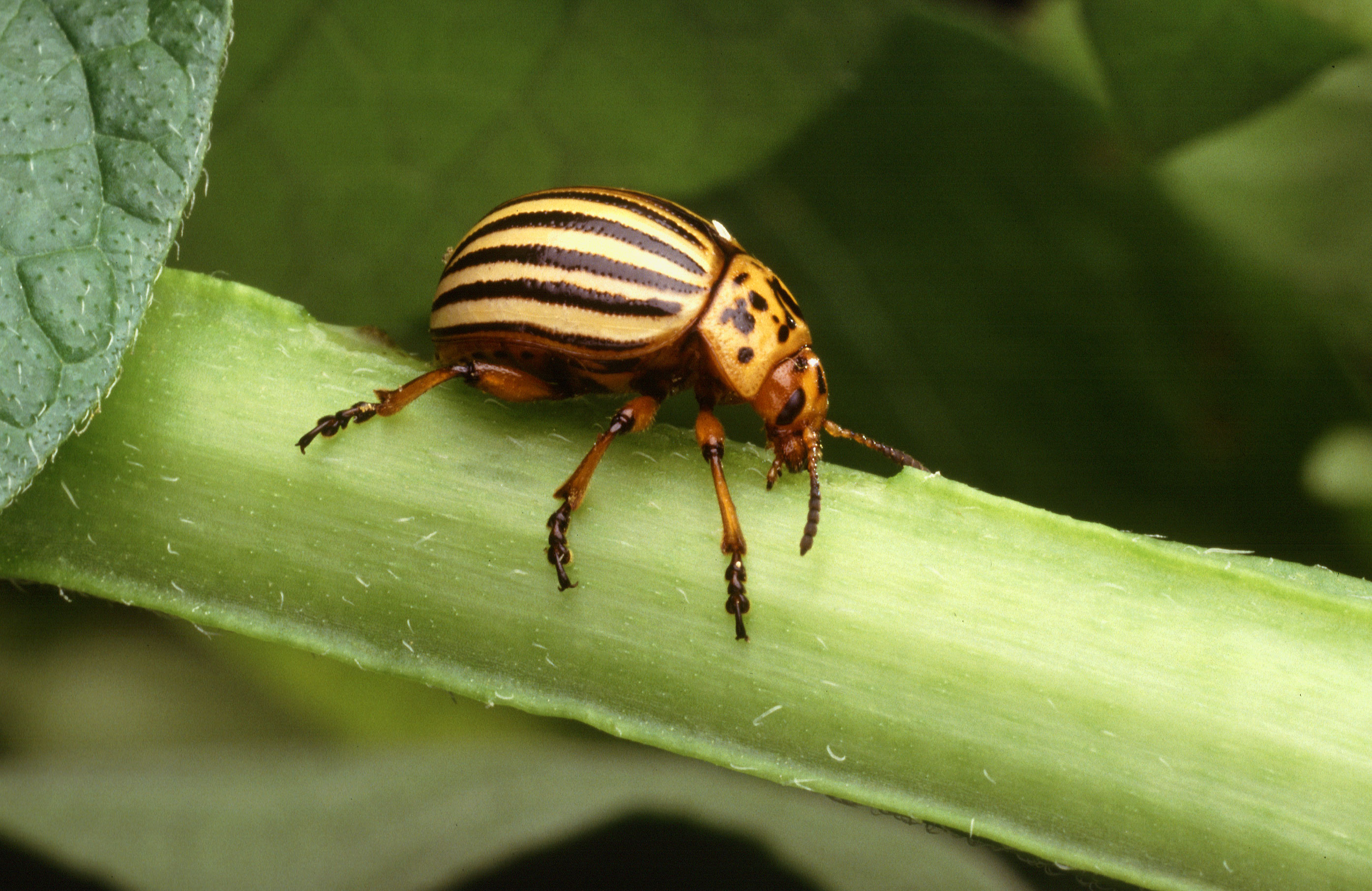
Колорадський жук. Серйозний з економічної точки зору шкідник картоплі.

Список інвазійних видів в Україні — це перелік інвазійних видів, які присутні на території України та які є значною небезпекою для місцевих оселищ і видів та приносять великі збитки сільському та лісовому господарствам, рекреації. 
Термін «інвазійні види» може також стосуватися інтродукованих/натуралізованих видів, здичавілих тварин або інтродукованих хвороб. Деякі інтродуковані види не спричиняють значної економічної чи екологічної шкоди та здебільшого не розглядаються як інвазійні. 

## Правове поле щодо інвазійних видів дерев
До 2021 року в Україні був відсутній всебічний підхід до розв’язання питання створення переліку чужорідних інвазійних видів дерев. Чужорідні види дерев здатні змінити або знищити цілі екосистеми. Не маючи природних ворогів на нових територіях, інвазійні види швидко розмножуються, захоплюють простір та витісняють місцеві види із природних ландшафтів. В зв'язку з цим, у травні 2023 року Міністр захисту довкілля та природних ресурсів України своїм наказом  № 695/39751 затвердив "Перелік чужорідних видів дерев, заборонених у відтворенні лісів". До Переліку були включені 13 видів дерев, а саме: айлант найвищий, аралія маньчжурська, в’яз низький, гледичія колюча, горіх чорний, дуб червоний, каркас західний, клен ясенелистий, маслинка вузьколиста, павловнія (види та гібриди), робінія звичайна, черемха пізня, ясен пенсільванський. Ці види заборонено використовувати для створення та відновлення лісів та полезахисних смуг в Україні.
19 жовтня 2023 року "Перелік інвазійних дерев" втратив чинність (на підставі наказу Міндовкілля від 02.10.2023 № 671). Заборона на висадку Робінії звичайної викликала чисельні скарги бджолярів і лісівників. ДРС повідомила про необхідність скасувати Перелік.

## Інвазивні види комах в Україні
- Американський білий метелик
- Вогнівка самшитова
- Гармонія Азійська
- Колорадський жук
- Мінуюча міль каштанова

## Інвазивні види риб в Україні

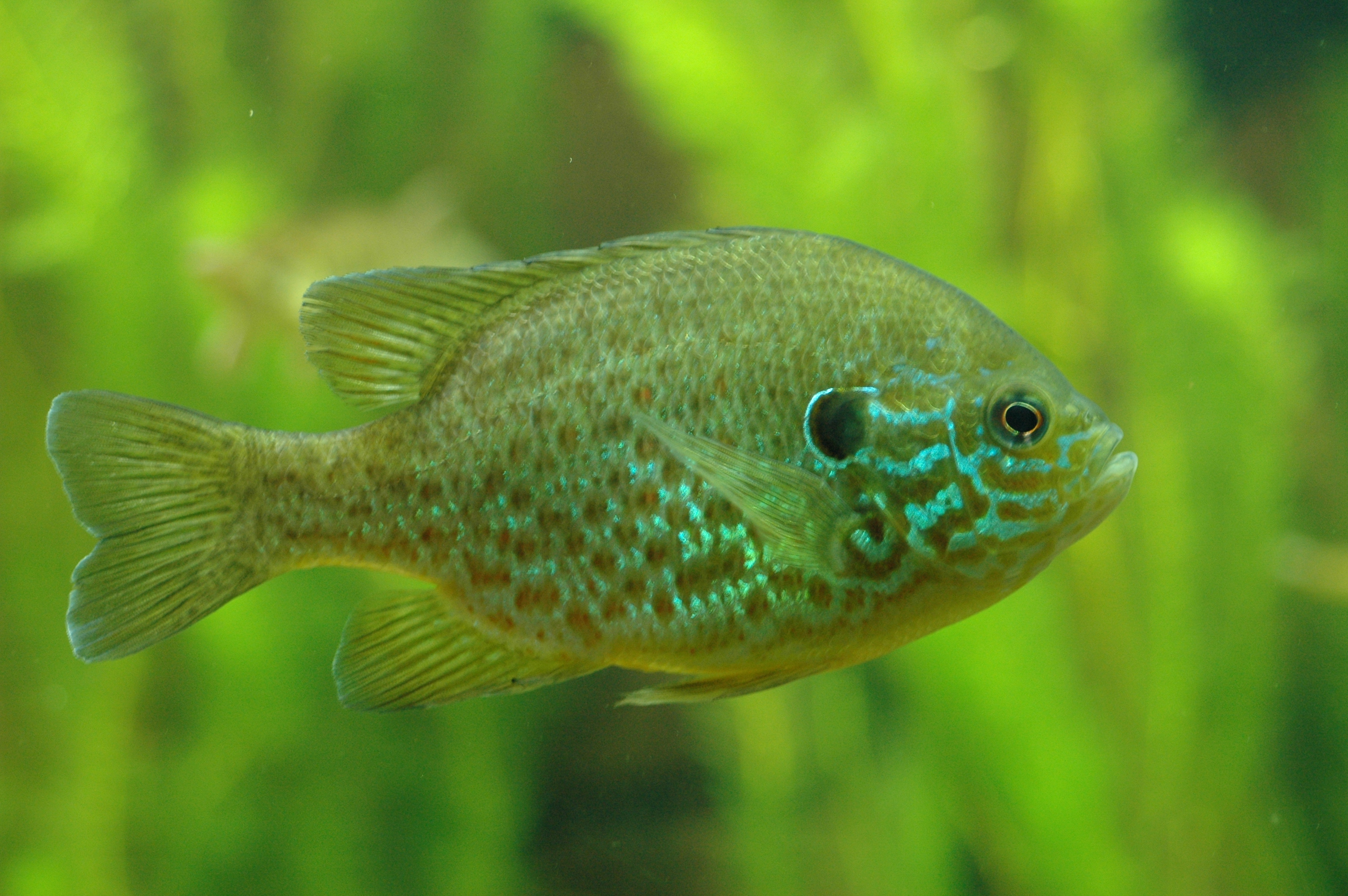
Царьок. Вважається шкідливою рибою, оскільки знищує молодь цінних промислових риб.

- Карась сріблястий
- Окунь великоротий
- Ротань-головешка
- Царьок
- Чебачок амурський

## Інвазійні види рослин в Україні

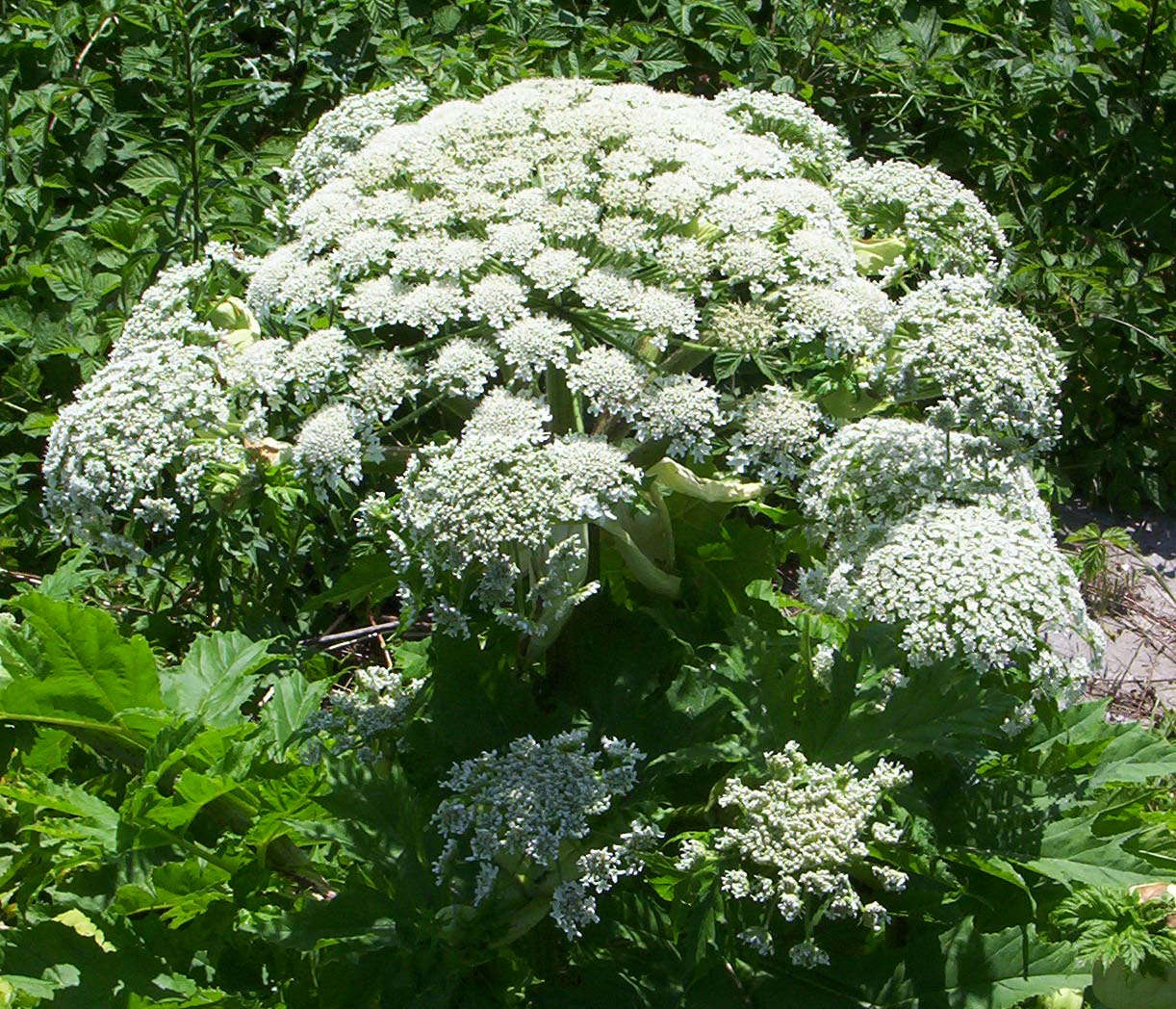
Борщівник Мантегацці. Злісний бур'ян, який виділяє токсичні фуранокумаріни, які на сонячному світлі викликають сильні опіки.

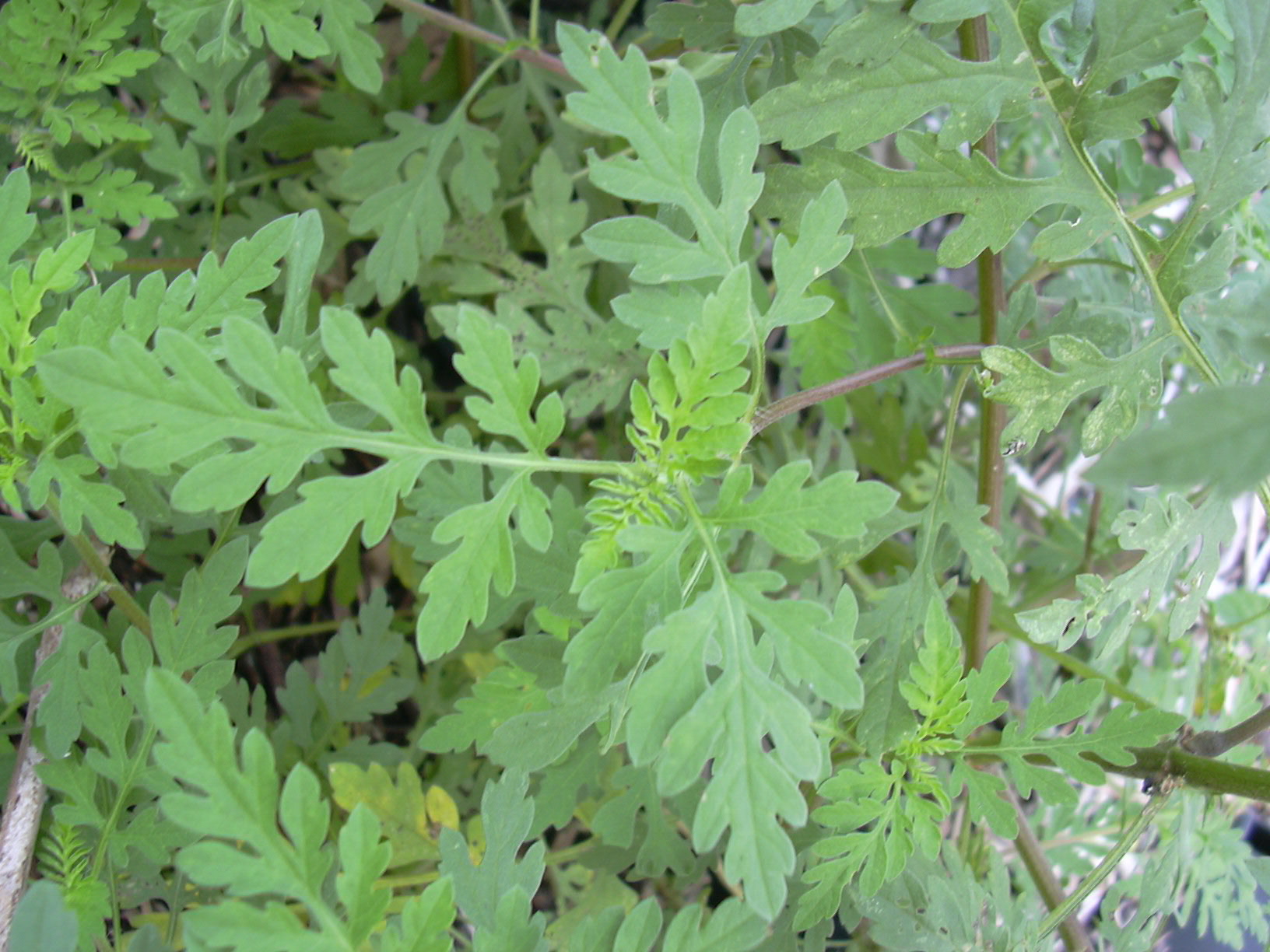
Амброзія полинолиста. Поряд з високою конкурентоздатністю і пригніченням сільськогосподарських культур амброзія полинолиста містить низку гірких речовин, які погіршують смакові якості молока і молочних продуктів при поїданні рослин коровами.

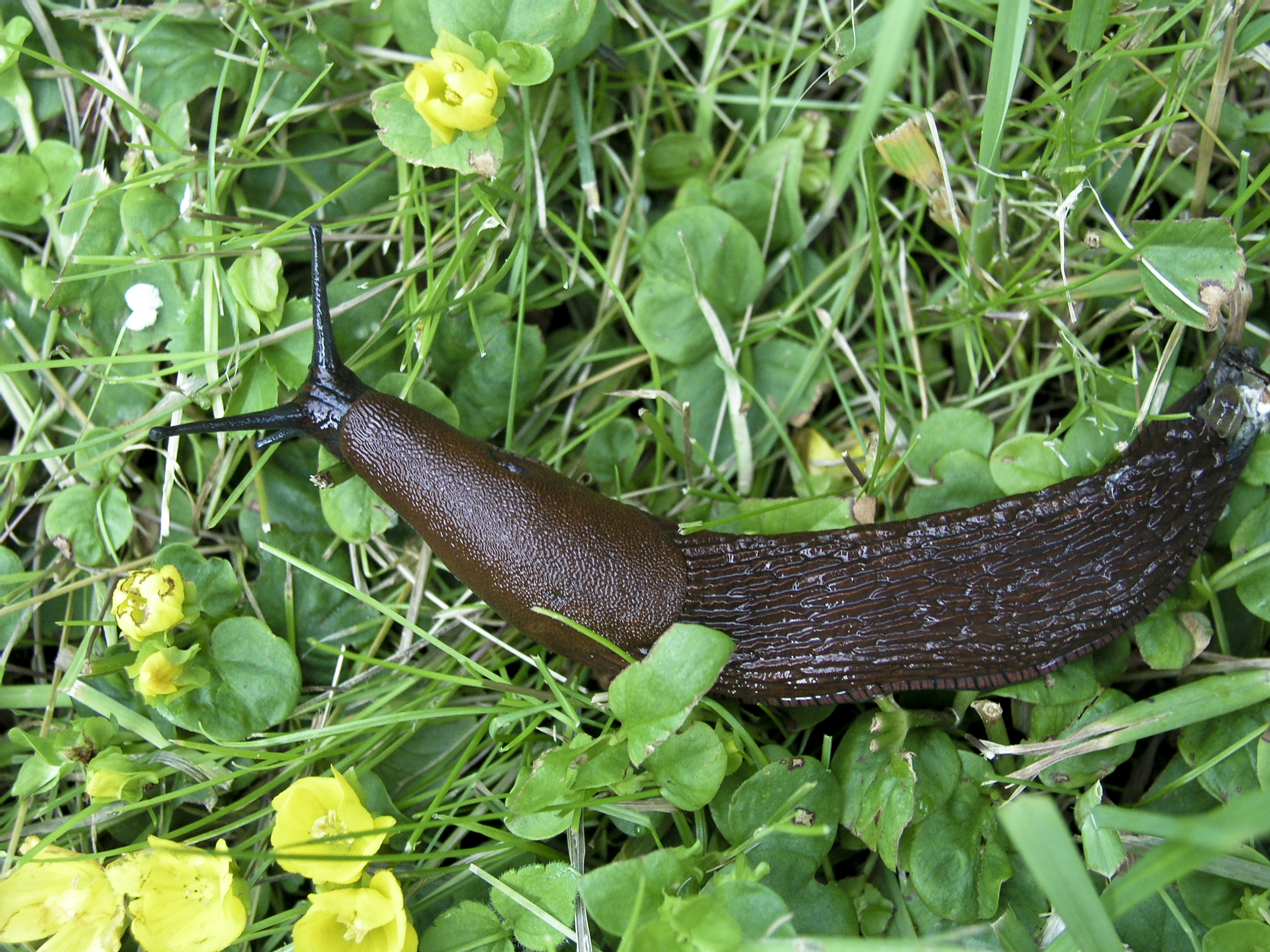
Слизняк іспанський. Вважається серйозним шкідником як у садівництві так і у сільському господарстві.

- Айлант найвищий
- Аралія маньчжурська
- Амброзія полинолиста
- Аморфа кущова
- Борщівник Мантегацці
- Борщівник Сосновського
- Bupleurum fruticosum
- Ваточник звичайний
- Вероніка нитковидна
- Водяна чума канадська
- Волошка розлога
- В'яз низький
- Гледичія колюча
- Горіх чорний
- Ґринделія розчепірена
- Далекосхідна гречка сахалінська
- Дуб червоний
- Дикий виноград п'ятилистий
- Енотера червоночашечкова
- Жовтозільник нечуйвітровий
- Золотушник канадський
- Злинка канадська
- Злинка однорічна
- Каркас західний
- Коркове дерево амурське
- Клен ясенелистий
- Люпин багатолистий
- Маслинка вузьколиста
- Незбутниця дрібноцвітна
- Павловнія (види та гібриди)
- Echinocystis lobata
- Робінія звичайна
- Cyclachaena xanthiifolia
- Розрив-трава залозиста
- Розрив-трава дрібноцвітна
- Сухоребрик Льозеля
- Свербига звичайна
- Топінамбур
- Череда листяна
- Черемха пізня
- Щириця біла
- Щириця Пауелла
- Щириця лободовидна
- Щириця загнута
- Ясен пенсильванський

## Інші інвазивні види тварин в Україні

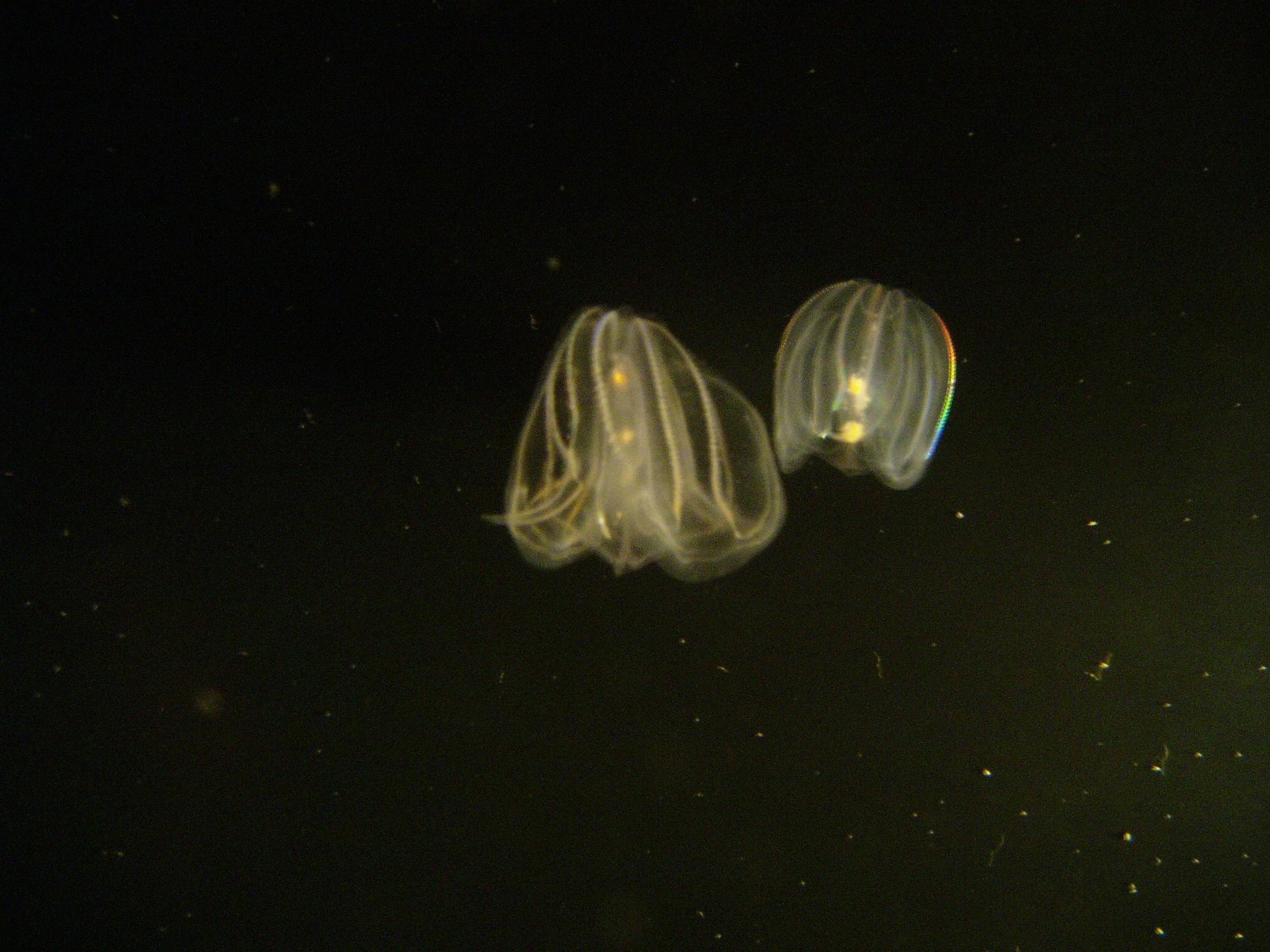
Мнеміопсіс. Знищуючи велику кількість зоопланктону (кормова база багатьох видів риб), а також ікру та личинки риб, мнеміопсіс таким чином підірвав чисельність популяції кількох видів чорноморських риб.

- Візон річковий
- Craspedacusta sowerbii
- Potamopyrgus antipodarum
- Єнот уссурійський
- Мнеміопсіс
- Рапана венозна
- Слизняк іспанський
- Тригранка бузька
- Тригранка річкова